# Обер-Флёрсхайм
Обер-Флёрсхайм (нем. Ober-Flörsheim) — община в Германии, в земле Рейнланд-Пфальц. 
Входит в состав района Альцай-Вормс. Подчиняется управлению Альцай-Ланд.  Население составляет 1271 человек (на 31 декабря 2010 года). Занимает площадь 10,24 км².

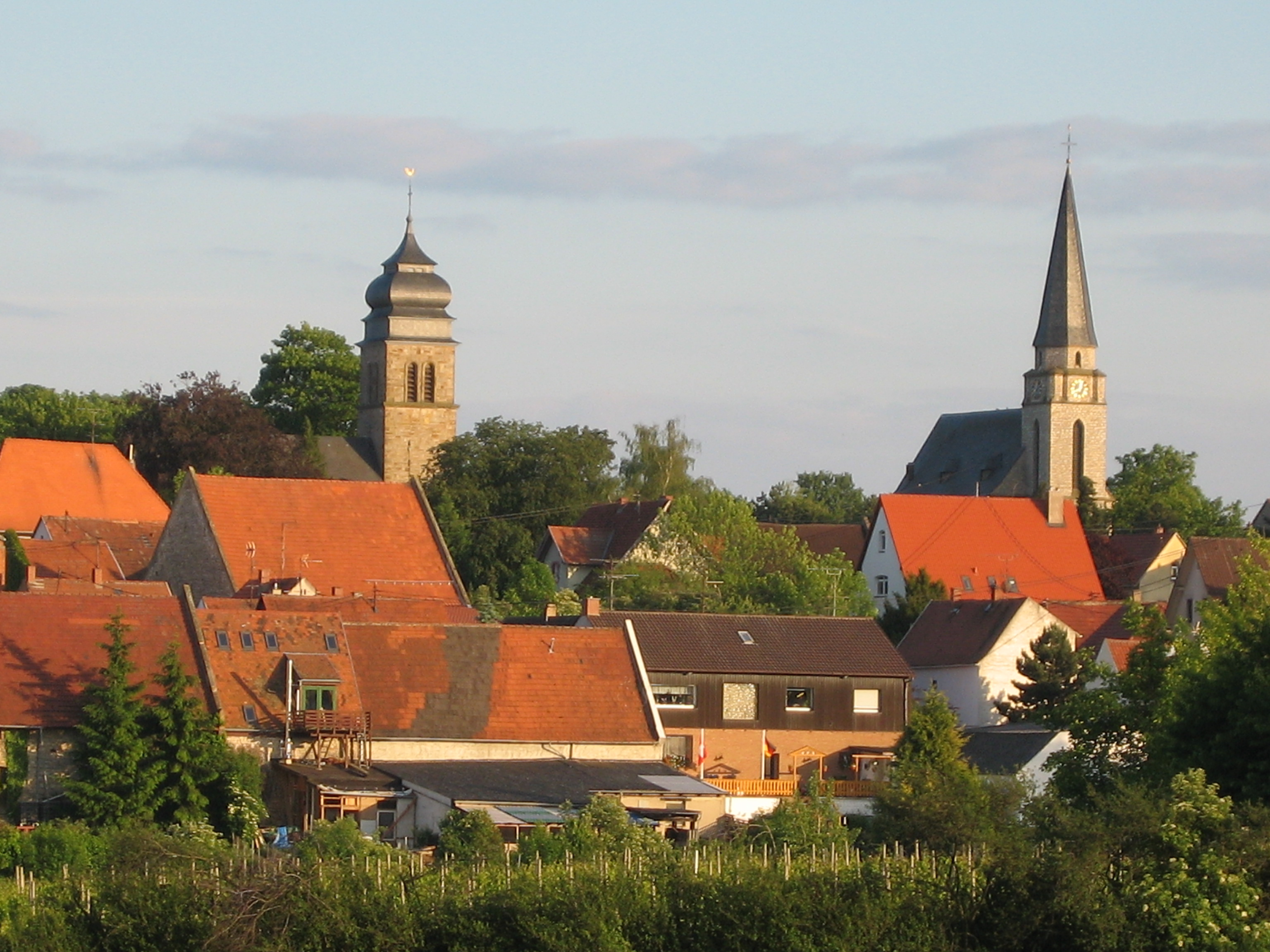
Церковь

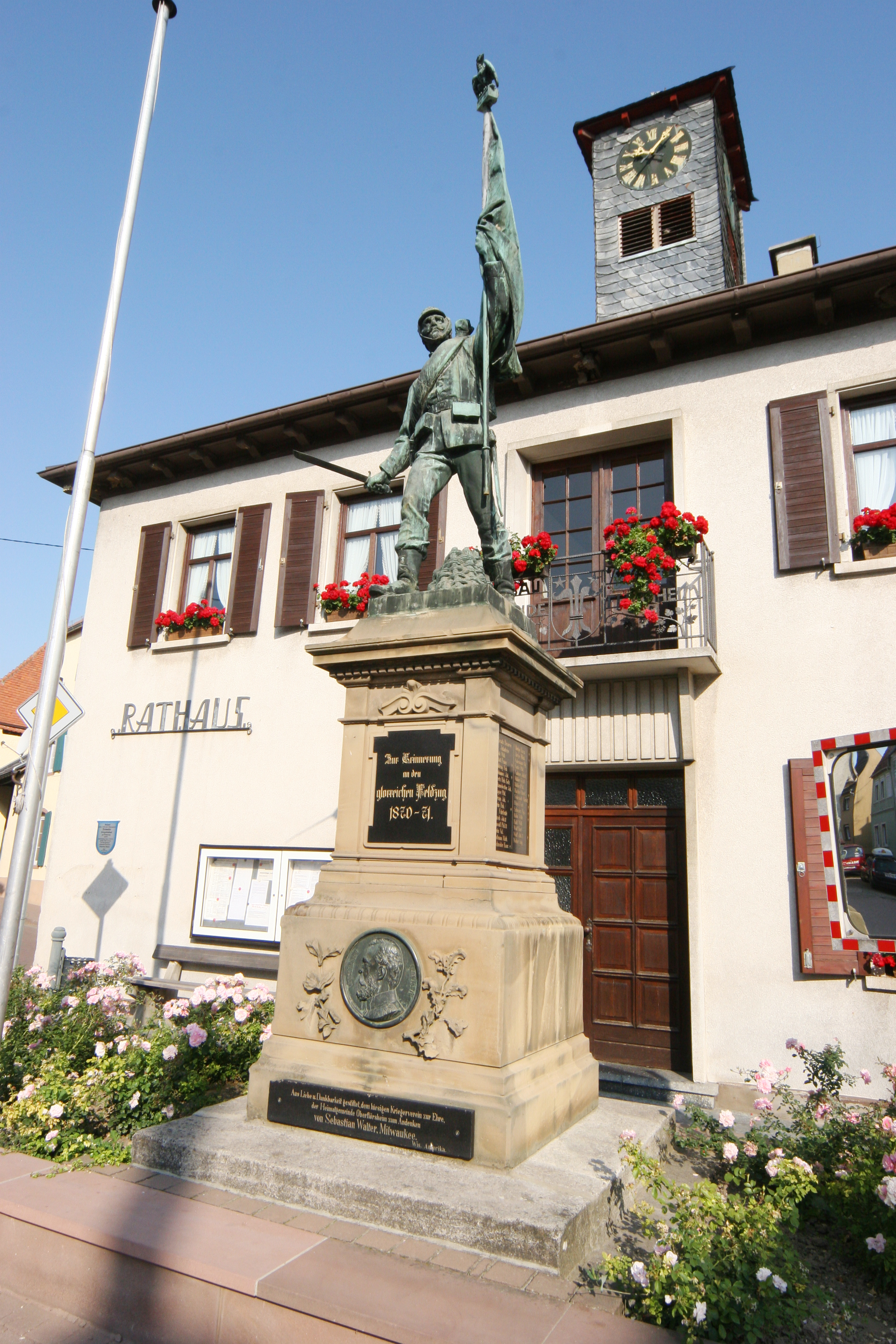
Ратуша